# Bíbic IV
A Bíbic IV belarusz gyártmányú, Poleszje típusú, kis merülésű folyami hordszárnyas hajó, melyet a MAHART–PassNave cég üzemeltet a Dunán.

## Története
A Poleszje típusú (17091 tervszámú) hajót a Homeli Hajógyár és Hajójavító Üzem építette 1993-ban. Ebben az évben került Magyarországra, a MAHART Magyar Hajózási Rt.-hez Napjainkban az 1994-ben létrejött MAHART–PassNave üzemelteti. A Dunán üzemel belföldi menetrend szerinti járatokon, valamint charterjáratokon. 2019-ben a Budapest–Esztergom-vonalon esetenként ez a hajó közlekedik.

## Lásd még
- Poleszje (hajó)